# وليام كولنز وأبناؤه
وليام كولنز وأبناؤه (بالإنجليزية: William Collins, Sons) (غالبًا ما يُشار إليها باسم كولنز فقط) هي شركة طباعة إسكتلندية تأسست من قبل معلم الكنيسة المشيخية وليام كولنز في غلاسكو في عام 1819، في شراكة مع تشارلز تشالمرز، الشقيق الأصغر لتوماس تشالمرز وزير كنيسة ترون في غلاسكو. وقد تغلّبَت الشركة على العديد من العقبات في وقت مبكر، وقد ترك العمل تشارلز تشالمرز في عام 1825. وفي عام 1841 وجدَت الشركة النجاح كطابعة للأناجيل، وفي عام 1848، دخلت الشركة في مشاريع النشر المتخصصة في الكتب الدينية والتعليمية. وتم تغيير اسم الشركة إلى وليام كولنز وأبنائه في عام 1868.
على الرغم من أن تركيز الشركة في بداية نشأتها كان على الدين والتعليم، ولكن ومنذ عام 1917 توسّعت الشركة لتضم أعمالًا أخرى، فبدَأَت شركة نشر روائية تحت مُسمّى نادي كولنز للجرائم. وقد نشَرَت روايات أجاثا كريستي ابتداءً من عام 1926